# Billy Pang
Pour les articles homonymes, voir Pang (homonymie).
Billy Pang est un homme politique provincial canadien de l'Ontario. Il est député provincial progressiste-conservateur de la circonscription ontarienne de Markham—Unionville depuis 2018.

## Biographie
Né à Hong Kong, Pang est précédemment conseiller scolaire pour le York Region District School Board.
Il est assistant parlementaire de la ministre du Tourisme, de la Culture et du Sport, Lisa MacLeod, depuis juin 2019.